# Черноочене (община)
Черноочене (болг. Община Черноочене) — община в Болгарии, в Восточных Родопах. Входит в состав Кырджалийской области. Население составляет 15 333 человека (на 21.07.05 г.). По данным официального сайта общины 95% её населения — этнические турки; средняя плотность населения — 37,5 чел./км2, что более чем вдвое ниже среднего показателя по стране.
Община Черноочене известна традиционными соревнованиями борцов. В 2009 году победителем открытых соревнований стал  Димитр Кумчев из Пловдива, в качестве приза ему вручили 300-килограммового бычка.
Уроженец села Черноочене Шабанали Ахмед, бывший муфтием Кырджалийской области, избран в 2009 году председателем Высшего мусульманского совета Болгарии.

## Состав общины
В состав общины входят следующие населённые пункты:
1. Бакалите
2. Бедрово
3. Безводно
4. Бели-Вир
5. Беснурка
6. Божурци
7. Боровско
8. Босилица
9. Бостанци
10. Бырза-Река
11. Верско
12. Водач
13. Вождово
14. Войново
15. Вызел
16. Габрово
17. Даскалово
18. Драганово
19. Душка
20. Дядовско
21. Железник
22. Женда
23. Житница
24. Йончово
25. Каблешково
26. Каняк
27. Комунига
28. Копитник
29. Куцово
30. Лясково
31. Минзухар
32. Мурга
33. Небеска
34. Нови-Пазар
35. Новоселиште
36. Ночево
37. Паничково
38. Патица
39. Петелово
40. Пряпорец
41. Пчеларово
42. Русалина
43. Свободиново
44. Соколите
45. Среднево
46. Средска
47. Стражница
48. Черна-Нива
49. Черноочене
50. Ябылчени
51. Яворово